# The Inside Story
The Inside Story é um filme de comédia estadunidense dirigido por Allan Dwan e estrelado por Marsha Hunt, William Lundigan, Charles Winninger, Gail Patrick, Gene Lockhart e Florence Bates. O filme foi lançado em 14 de março de 1948 pela Republic Pictures.
O filme foi reeditado e relançado em 1954 sob o título The Big Gamble.

## Elenco
- Marsha Hunt ...Francine Taylor
- William Lundigan ...Waldo 'Bill' Williams
- Charles Winninger ...Uncle Ed
- Gail Patrick ...Audrey O'Connor
- Gene Lockhart ...Horace Taylor
- Florence Bates ...Geraldine Atherton
- Hobart Cavanaugh ...Mason
- Allen Jenkins ...Eddie
- Roscoe Karns ...Eustace Peabody
- Robert Shayne ...T.W. 'Tom' O'Connor
- Will Wright ...J.J. Johnson
- William Haade ...Rocky
- Frank Ferguson ...Eph
- Tom Fadden ...Ab Follansbee